# Luigina Bissoli
Luigina Bissoli (Vigonza, 21 gennaio 1956) è un'ex ciclista su strada e pistard italiana.

## Biografia
Nata nel 1956 a Vigonza, in provincia di Padova, a 17 anni è stata campionessa italiana su pista nella velocità, titolo confermato anche nei sei anni successivi. Dal 1975 al 1980, per sei volte consecutive, ha vinto invece il tricolore nell'inseguimento.
Nel 1975 è stata campionessa italiana in linea su strada, vittoria ottenuta anche nel 1977. Nel 1976 ha conquistato Trofeo Casa del Fiore e Targa Crocifisso, mentre nel 1978, con la G.S. Bonariva, il G.P. Arredamenti Rogora. Con la Bonariva ha corso dal 1977 al 1979, nel 1975 con la G.S. Baby Terraneo, nel 1980 con la S.C. Barbaiana, mentre nel 1981 con la U.S. Voltiana.
Ha partecipato ai Mondiali su strada nella gara in linea per quattro edizioni, vincendo la medaglia d'argento a Ostuni 1976, arrivando invece 23ª a Yvoir 1975, 15ª a Brauweiler 1978 e 32ª a Valkenburg aan de Geul 1979, mentre a quelli su pista ha conquistato l'argento nell'inseguimento a Monteroni di Lecce 1976 e il bronzo, sempre nell'inseguimento, a Monaco di Baviera 1978 e Amsterdam 1979.
Dopo il ritiro ha gestito, insieme al marito, una pasticceria ad Abano Terme. Anche la figlia, Chiara Favaron Bissoli, nata nel 1993, è stata ciclista.
Ha chiuso la carriera nel 1981, a 25 anni.

## Palmarès

### Strada
- 1975 (G.S. Baby Terraneo, una vittoria)

Campionati italiani, In linea
- 1976 (due vittorie)

Trofeo Casa del Fiore
Targa Crocifisso
- 1977 (G.S. Bonariva, una vittoria)

Campionati italiani, In linea
- 1978 (G.S. Bonariva, una vittoria)

G.P. Arredamenti Rogora

### Pista
- 1973

Campionati italiani, Velocità
- 1974

Campionati italiani, Velocità
- 1975

Campionati italiani, Inseguimento individuale
Campionati italiani, Velocità
- 1976

Campionati italiani, Inseguimento individuale
Campionati italiani, Velocità
- 1977

Campionati italiani, Inseguimento individuale
Campionati italiani, Velocità
- 1978

Campionati italiani, Inseguimento individuale
Campionati italiani, Velocità
- 1979

Campionati italiani, Inseguimento individuale
Campionati italiani, Velocità
- 1980

Campionati italiani, Inseguimento individuale

## Piazzamenti

#### Competizioni mondiali
- Campionati del mondo su strada

Yvoir 1975 - In linea: 23ª
Ostuni 1976 - In linea: 2ª
Brauweiler 1978 - In linea: 15ª
Valkenburg 1979 - In linea: 32ª
- Campionati del mondo su pista

Monteroni di Lecce 1976 - Inseguimento individuale: 2ª
Monaco di Baviera 1978 - Inseguimento individuale: 3ª
Amsterdam 1979 - Inseguimento individuale: 3ª